# Randy Smyth
Randolph Smyth (conocido como Randy Smyth; Pasadena, 7 de julio de 1954) es un deportista estadounidense que compitió en vela en la clase Tornado.
Participó en dos Juegos Olímpicos de Verano, obteniendo dos medallas de plata en la clase Tornado: en Los Ángeles 1984 (junto con Jay Glaser) y en Barcelona 1992 (con Keith Notary). Ganó cuatro medallas en el Campeonato Mundial de Tornado entre los años 1981 y 1985.

## Palmarés internacional
| \| Juegos Olímpicos \| Juegos Olímpicos \| Juegos Olímpicos \| Juegos Olímpicos \| \| Año \| Lugar \| Medalla \| Clase \| \| ------------------ \| ---------------------------- \| ---------------- \| ---------------- \| \| 1984 \| Los Ángeles (Estados Unidos) \| Medalla de plata \| Tornado \| \| 1992 \| Barcelona (España) \| Medalla de plata \| Tornado \| \| Campeonato Mundial \| \| \| \| \| Año \| Lugar \| Medalla \| Clase \| \| 1981 \| Carnac (Francia) \| Medalla de oro \| Tornado \| \| 1982 \| Kingston (Canadá) \| Medalla de oro \| Tornado \| \| 1984 \| Melbourne (Australia) \| Medalla de plata \| Tornado \| \| 1985 \| Travemünde (RFA) \| Medalla de plata \| Tornado \| |                              |                  |         |
| Juegos Olímpicos |                              |                  |         |
| Año | Lugar                        | Medalla          | Clase   |
| 1984 | Los Ángeles (Estados Unidos) | Medalla de plata | Tornado |
| 1992 | Barcelona (España)           | Medalla de plata | Tornado |
| Campeonato Mundial |                              |                  |         |
| Año | Lugar                        | Medalla          | Clase   |
| 1981 | Carnac (Francia)             | Medalla de oro   | Tornado |
| 1982 | Kingston (Canadá)            | Medalla de oro   | Tornado |
| 1984 | Melbourne (Australia)        | Medalla de plata | Tornado |
| 1985 | Travemünde (RFA)             | Medalla de plata | Tornado |